# 白洋淀诗群
白洋淀诗群出现于1970年代末，他们与北京等地的地下文学沙龙的成员，形成了当时潜在写作中较有规模的现代主义诗歌运动。代表诗人有芒克、多多、根子、方含、林莽、宋海泉等。此外还包括一部分文学青年，如北岛、严力、江河、郑义、陈凯歌等，他们虽未到白洋淀插队，但常赴白洋淀以诗会友，交流思想感情，也是广义上的“白洋淀诗人群”成员。
白洋淀是当年无数的知青下放点之一，地处河北，离北京较近。因此白洋淀知青点中有相当数量的家庭背景优越能够接触西方文学作品的高干子弟知青。他们自发地组织民间诗歌文学活动，逐渐形成了白洋淀诗群。
白洋淀诗群的代表诗人芒克与北岛等创办了民刊《今天》，白洋淀诗在整体上群属于朦胧派诗群。
代表作品有芒克《十月的献诗》、根子《白洋淀》、食指《相信未来》等。他们的诗作着力对现实社会秩序和暴力专制进行批判，表现生命中迷惑、孤独和痛苦的体验，摆脱了主流意识形态话语的束缚，而回到自己的内心世界。他们诗歌中这种纯粹的现代主义特征，直接预示和影响了“文革”后诗歌领域的现代主义探索。

## 相关连接
- 中国诗歌库
- 中国诗歌史 （页面存档备份，存于）